# Masakra w Przemyślu (1939)
Masakra w Przemyślu (1939) – masowy mord na żydowskich mieszkańcach Przemyśla, dokonany przez funkcjonariuszy niemieckich Einsatzgruppen podczas kampanii wrześniowej 1939 roku.
W trakcie inwazji na Polskę funkcjonariusze Einsatzgruppen dokonali szeregu mordów i pogromów na tle antysemickim, których celem było wywołanie masowego exodusu ludności żydowskiej na ziemie polskie okupowane przez Armię Czerwoną. Punktem kulminacyjnym tej operacji była masakra w Przemyślu. Między 16 a 19 września 1939 roku Niemcy zamordowali w tym mieście co najmniej 500–600 Żydów, czemu towarzyszyły masowe rabunki i palenie synagog. Była to jedna z największych zbrodni popełnionych przez Niemców podczas kampanii wrześniowej, a zarazem pierwsza zakrojona na tak szeroką skalę masakra Żydów podczas II wojny światowej.

## Preludium

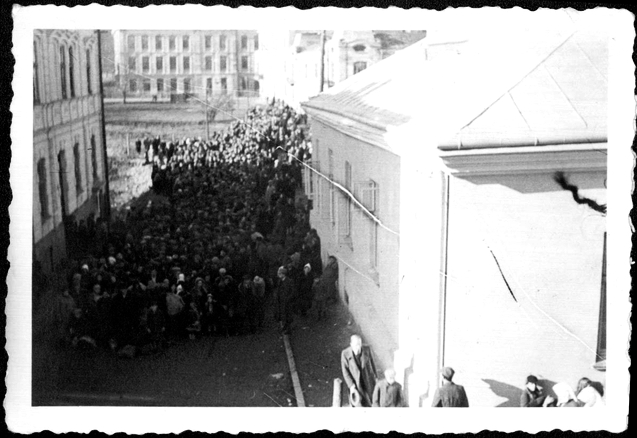
Wypędzenie Żydów z Sanoka. We wrześniu 1939 podobne sceny miały miejsce wielu miastach nad Bugiem i Sanem

W wyniku zwycięskiej kampanii wrześniowej pod kontrolą Niemiec znalazły się tereny zachodniej i centralnej Polski, zamieszkiwane przez 2,2 mln Żydów. Dla nazistowskich przywódców, którzy z rasizmu i antysemityzmu uczynili rdzeń swej ideologii, była to sytuacja wysoce niepożądana. W pierwszym okresie wojny władze III Rzeszy rozważały rozmaite warianty „rozwiązania kwestii żydowskiej” w Polsce i Europie. Jeszcze przed zakończeniem kampanii wrześniowej SS-Gruppenführer Reinhard Heydrich, szef służb bezpieczeństwa III Rzeszy, zaproponował, aby wysiedlić polskich Żydów na ziemie wschodniej Polski, które zgodnie z zapisami układu Ribbentrop-Mołotow miały znaleźć się pod okupacją ZSRR. Plan ten został najprawdopodobniej zaakceptowany przez naczelne dowództwo Wehrmachtu. Może o tym świadczyć chociażby dyrektywa z 12 września 1939, skierowana przez generała Eduarda Wagnera (Generalnego Kwatermistrza Wojsk Lądowych) do dowództwa Grupy Armii „Południe”, zawierająca rozkaz „wywiezienia za San” wszystkich Żydów z polskiej części Górnego Śląska. Jednocześnie chcąc przyspieszyć masowy exodus ludności żydowskiej do strefy sowieckiej, Niemcy rozpoczęli brutalne pogromy i wysiedlenia. Szczególną rolę w tej akcji odegrały tzw. Einsatzgruppen – specjalne grupy operacyjne SD i policji bezpieczeństwa podążające w ślad za oddziałami regularnej armii z zadaniem „zwalczania wszystkich wrogich Rzeszy i Niemcom elementów na tyłach walczących wojsk” oraz „ujęcia osób niepewnych pod względem politycznym”.
Plan wysiedlenia polskich Żydów na tereny zajęte przez Armię Czerwoną nie został ostatecznie zrealizowany – m.in. z powodu niechęci władz sowieckich do przyjmowania tak wielkiej liczby uchodźców. Zanim jednak Sowieci uszczelnili granicę, funkcjonariusze Einsatzgruppen zdążyli wypędzić tysiące Żydów za Bug i San. Niemcy dopuścili się przy tym szeregu mordów, rabunków, gwałtów i podpaleń. Szczególnie brutalny przebieg miało zwłaszcza wypędzanie ludności żydowskiej z terenów południowej Polski (Górny Śląsk, Małopolska), gdzie operowała Einsatzgruppe I dowodzona przez SS-Brigadeführera Bruno Streckenbacha. Jeden z pododdziałów tej grupy – Einsatzkommando 3/I dowodzone przez SS-Sturmbanführera dr. Alfreda Hasselberga – na samym tylko odcinku między Sandomierzem a Jarosławiem wypędził za San ok. 18 tys. Żydów. Z kolei w Dynowie nad Sanem Einsatzkommando 1/I dowodzone przez SS-Sturmbannführera dr. Ludwiga Hahna przepędziło wpław przez rzekę wszystkich żydowskich mieszkańców, dokonując przy tym szeregu mordów i podpaleń. 
Einsatzgruppe I została wkrótce wsparta przez kolejną jednostkę specjalną. Początkowo kierownictwo SS planowało, że w kampanii przeciw Polsce uczestniczyć będzie pięć Einsatzgruppen. W pierwszych dniach września do Reichsführera-SS Heinricha Himmlera zaczęły jednak dochodzić meldunki o „polskim powstaniu” rozwijającym się rzekomo na Górnym Śląsku. Z tego względu już 3 września zorganizowano kolejną grupę operacyjną – tzw. Einsatzgruppe zur besonderen Verwendung pod dowództwem SS-Obergruppenführera Udo von Woyrscha. Pierwotnie jej zadaniem miała być wyłącznie pacyfikacja Górnego Śląska. Po upływie kilku dni dla niemieckiego dowództwa stało się jednak jasne, że meldunki o „polskim powstaniu” były mocno przesadzone. 7 września Himmler mianował więc Woyrscha specjalnym dowódcą policji przy 14 Armii, po czym polecił jego jednostce ruszyć dalej na wschód. Szlak przemarszu Einsatzgruppe z.b.V. znaczyły płonące synagogi i masowe mordy na Żydach. Między innymi, 9 września podkomendni Woyrscha dokonali pogromu w Będzinie, gdzie spalili synagogę i zamordowali kilkuset Żydów. Jego jednostka dokonała także masakry 50 Żydów w Trzebini oraz spaliła synagogę w Katowicach (8 września). Po dotarciu nad San Einsatzgruppe z.b.V. wraz z EG I Streckenbacha systematycznie mordowały Żydów, celem wywołania fali ucieczek na tereny okupowane przez ZSRR. Punktem kulminacyjnym owych masakr był pogrom w Przemyślu.

## Przebieg masakry
15 września 1939 roku oddziały Wehrmachtu wkroczyły do Przemyśla. W owym czasie w mieście przebywało ok. 20 tys. Żydów – w tej liczbie zarówno mieszkańcy miasta, jak i uchodźcy z innych regionów Polski . Już 16 września do miasta dotarła Einsatzgruppe z.b.V., której towarzyszyli także funkcjonariusze Einsatzkommando 3/I dowodzeni przez dr. Hasselberga. Rozpoczął się wówczas trzydniowy pogrom ludności żydowskiej. Zarówno w oficjalnych meldunkach Einsatzgruppen, jak i w raportach Wehrmachtu, brak jest jakiejkolwiek bezpośredniej wzmianki o tej masakrze. Z tego względu przebieg wydarzeń może być zrekonstruowany tylko w ogólnych zarysach – przede wszystkim w oparciu zeznania polskich i żydowskich świadków. 
Od 16 do 19 września funkcjonariusze obu Einsatzgruppen przeprowadzali w mieście uliczne łapanki i masowe aresztowania, których ofiarą padali żydowscy mężczyźni – najczęściej wywodzący się z wyższych warstw społecznych (lekarze, adwokaci, bogaci kupcy, intelektualiści) . Zatrzymanym Żydom zazwyczaj ogłaszano, że zostaną wywiezieni na roboty przymusowe . W rzeczywistości pędzono ich pieszo bądź wywożono samochodami ciężarowymi do miejsc kaźni zlokalizowanych na przedmieściach Przemyśla lub w pobliskich miejscowościach. Po dotarciu na miejsce Żydzi byli rozstrzeliwani ogniem broni maszynowej nad wykopanymi wcześniej zbiorowymi mogiłami . Miały miejsce wypadki, gdy głowy zamordowanych polewano kwasem solnym w celu uniemożliwienia ich identyfikacji . Przed śmiercią ofiary były bite, upokarzane oraz zmuszane do wyczerpujących „ćwiczeń gimnastycznych”. Nierzadko Żydów zmuszano, aby sami wykopali sobie groby . Na masakrę przemyską złożyło się wiele odrębnych egzekucji, stąd w zeznaniach świadków pojawia się wiele rozbieżności w odniesieniu do miejsc i dat zbrodni. Źródła wskazują, że masowe egzekucje były przeprowadzane w dzielnicach Zasanie, Lipowica i Przekopana, na nowym cmentarzu żydowskim przy ul. Słowackiego, a także w pobliskich Bakończycach, Kruhelu, Pikulicach, Prałkowcach i Medyce  . Masakrze towarzyszyły rabunki i niszczenie mienia. Niemcy spalili m.in. renesansową Starą Synagogę przy ul. Jagiellońskiej, pobliską Synagogę Tempel, chasydzki klojz, a także rekwizyty teatru „Fredreum” złożone w południowej baszcie Zamku Kazimierzowskiego  .
W trakcie masakry w mieście było obecnych wielu żołnierzy regularnej armii niemieckiej. Jochen Böhler uważa, że przynajmniej część z nich aktywnie wspierała funkcjonariuszy Einsatzgruppen w terroryzowaniu i mordowaniu Żydów. Jego zdaniem może o tym świadczyć brak jakichkolwiek wzmianek o tej masakrze w oficjalnych dokumentach Wehrmachtu, a także szereg rozkazów dotyczących utrzymania dyscypliny, wydanych w tym czasie przez dowództwo Wehrmachtu. 18 września 1939 generał Wilhelm List – dowódca niemieckiej 14 Armii, reprezentujący najwyższą władzę wojskową w południowej Polsce – wystosował tajne pismo, w którym krytykował „rozluźnienie dyscypliny i osłabienie norm moralnych, przede wszystkim w oddziałach operujących na tyłach frontu”, czego przejawem stały się nagminne grabieże, a także „samowolne rozstrzeliwania (…) znęcanie się nad bezbronnymi, gwałty i palenie synagog”. Następnego dnia List polecił także ukrócić z całą surowością „wszelkie środki stosowane przeciwko Żydom”. Z kolei generał Walther von Brauchitsch, szef Naczelnego Dowództwa Wojsk Lądowych (Oberkommando des Heeres – OKH), był zmuszony wydać rozkaz „w sprawie dyscypliny”, w którym stwierdzono m.in., iż „udział członków armii w egzekucjach przeprowadzanych przez policję jest zabroniony” (24 września). Na udział Wehrmachtu w masakrze przemyskiej wskazują także zeznania podporucznika WP, Mariana Słomy. Przebywając w niemieckiej niewoli rozmawiał on z sierżantem niemieckiej żandarmerii polowej, Hansem Stange, który miał się przyznać, że we wrześniu 1939 własnoręcznie zamordował w Przemyślu 50 miejscowych Żydów. 
Liczba ofiar masakry przemyskiej jest znana jedynie w przybliżeniu. Większość źródeł szacuje ją na ok. 500–600 osób. Wspomniany Hans Stange szacował, że zamordowano ok. 700 Żydów. Z kolei w 1945 roku burmistrz Przemyśla, Michał Wiślicki, oceniał, że w jednym tylko masowym grobie na przedmieściach miasta pogrzebano szczątki 900 ofiar pogromu. Większość ofiar pozostaje anonimowa. Rejestr prowadzony przez miejscową gminę żydowską zawiera nazwiska zaledwie 103 zamordowanych. Znaleźli się wśród nich m.in. rabini Hersz Glezer i Seide Safrin. Prawdopodobnie w gronie ofiar znalazł się także Izrael Oestersetzer – historyk i filozof, wybitny znawca Talmudu, docent Instytutu Nauk Judaistycznych w Warszawie .

## Reakcja Wehrmachtu
Gdy funkcjonariusze Einsatzgruppen mordowali przemyskich Żydów, funkcję wojskowego komendanta miasta pełnił 65-letni generał Alfred Streccius. Zameldował on dowództwu XVIII Korpusu Armijnego o „rozstrzeliwaniach przeprowadzanych bez postępowania sądowego oraz o przestępstwach dokonywanych przez członków jednej z formacji policyjnych SS” (25 września). Płynące z Przemyśla doniesienia zaalarmowały generała majora von Hingnoza, który wezwał Woyrscha i zażądał od niego wyjaśnień. Na miejscu SS-Obergruppenführer oświadczył jednak, że działania Einsatzgruppen nie są sprzeczne z instrukcjami wojskowymi, a Hingnoz „z braku czasu” zrezygnował z dalszego badania tej sprawy.
Prawdopodobnie część stacjonujących w Przemyślu żołnierzy aktywnie uczestniczyła w masakrze. Wielu innych głęboko poruszyły jednak dokonywane przez Einsatzgruppen zbrodnie. Major Erich Schmidt-Reichenberg donosił admirałowi Wilhelmowi Canarisowi o „niepokoju wśród żołnierzy powstałym w rejonie operacyjnym 14 Armii wskutek częściowo nielegalnych środków zastosowanych przez grupę operacyjną SS-Oberführera von Woyrscha (masowe rozstrzeliwania, zwłaszcza Żydów)”. W szczególności żołnierzy miał zirytować fakt, że „młodzi ludzie próbują swojej odwagi na bezbronnych, zamiast walczyć na froncie”. Miały miejsce wypadki, gdy owa niechęć przeradzała się w otwartą wrogość, prowadząc wręcz do bójek między żołnierzami a esesmanami. W rezultacie generalny kwatermistrz Wagner zażądał w imieniu OKH natychmiastowego wycofania Einsatzgruppe z.b.V. ze strefy przyfrontowej (20 września 1939). Dwa dni później grupa Woyrscha wróciła na Górny Śląsk.
Ostatecznie kres szerzącej się w szeregach wojska krytyce SS położył jednak dowódca 14 Armii, generał Wilhelm List. W specjalnym rozkazie, wydanym 1 października 1939, ubolewał, że „w wielu miejscach powstała zła atmosfera, która przejawiła się w wypowiedziach oficerów, podoficerów i załóg wobec wszystkich osób noszących polowy mundur SS”. Podkreślił, że siły policyjne kierowane przez Woyrscha „interweniowały bezwzględnie i w poważnym stopniu spełniły swoje zadanie”, a tam gdzie „podobno” doszło do przestępstw, śledztwo pozostaje w toku. List polecił następnie dowódcom podległych sobie jednostek, aby uświadomili żołnierzom, iż „dalsze wsparcie komand operacyjnych w ich zadaniach policji granicznej i państwowej jest interesie wojska”.

## Epilog
„Traktat o granicach i przyjaźni” zawarty w  Moskwie w dniu 28 września 1939 przewidywał, że granica między ZSRR a III Rzeszą przebiegać będzie wzdłuż linii Narwi, Bugu i Sanu. W ten sposób wschodnia część Przemyśla znalazła się pod okupacją ZSRR. W dniach 26-27 września 1939 Niemcy wypędzili do strefy sowieckiej niemal wszystkich Żydów z Zasania. W niemieckiej części miasta pozostało tylko 66 osób narodowości żydowskiej. Zamknięto ich w prowizorycznym getcie, na które składały się dwa budynki mieszkalne otoczone drutem kolczastym. Po rozpoczęciu wojny niemiecko-sowieckiej (22 czerwca 1941) wschodnie dzielnice Przemyśla także znalazły się pod niemiecką okupacją. W lipcu 1942 Niemcy zorganizowali w Przemyślu getto, które w szczytowym momencie liczyło ok. 22-24 tys. mieszkańców (przesiedlonych z terenów całego powiatu przemyskiego). W kolejnych miesiącach liczba uwięzionych zmniejszała się systematycznie na skutek egzekucji i wywózek do obozów zagłady. Ostateczna likwidacja przemyskiego getta nastąpiła w lutym 1944  .
W 1944, w związku ze zbliżaniem się Armii Czerwonej, Niemcy przystąpili do zacierania śladów swoich zbrodni. Między innymi ekshumowano i spalono zwłoki wielu ofiar wrześniowej masakry . Szczątki 102 zamordowanych spoczywają obecnie na nowym cmentarzu żydowskim w Przemyślu.

## Odpowiedzialność sprawców
W latach 1940–1944 Udo von Woyrsch sprawował funkcję Wyższego Dowódcy SS i Policji w Dreźnie. Po klęsce Niemiec dostał się do brytyjskiej niewoli. W 1948 roku został skazany na karę 20 lat pozbawienia wolności za zbrodnie popełnione w trakcie „Nocy długich noży”. W 1952 został zwolniony z więzienia, lecz w 1957 ponownie skazano go na karę 10 lat pozbawienia wolności. Zmarł w 1982 roku.
Po zakończeniu kampanii wrześniowej dr Alfred Hasselberg został mianowany komendantem SD i policji bezpieczeństwa w Lublinie. Już w grudniu 1939 roku pozbawiono go jednak stanowiska i wszczęto przeciw niemu postępowanie dyscyplinarne z powodu oskarżeń o brutalne traktowanie podwładnych podczas kampanii w Polsce. Dochodzenie ostatecznie umorzono, ale kariera Hasselberga w SS była skończona. Na własne życzenie został oddany do dyspozycji Wehrmachtu. Przeżył wojnę i zmarł z przyczyn naturalnych w 1950 roku. 
Generał Wilhelm List trafił w 1945 roku do amerykańskiej niewoli. W tzw. procesie dowódców na Bałkanach został skazany przez Międzynarodowy Trybunał Wojskowy w Norymberdze na karę dożywotniego pozbawienia wolności. W 1952 roku został zwolniony z więzienia ze względu na zły stan zdrowia. Zmarł w 1971.